# Großsteingrab Ullerup Skov
Das Großsteingrab Ullerup Skov war eine megalithische Grabanlage der jungsteinzeitlichen Nordgruppe der Trichterbecherkultur im Kirchspiel Torup in der dänischen Kommune Halsnæs. Es wurde im späten 18. oder im 19. Jahrhundert zerstört.

## Lage
Das Grab lag südlich des Waldgebiets Ullerup Skov und östlich des Hofs Skovmodegaard auf einem Feld. In der näheren Umgebung gibt bzw. gab es zahlreiche weitere megalithische Grabanlagen.

## Forschungsgeschichte
Die Existenz des Grabes ist nur durch eine Signatur auf einer 1796 angefertigten Karte bezeugt. Auf jüngeren Karten fehlt die Eintragung.

## Beschreibung
Sowohl über die Grabkammer als auch eine mögliche Hügelschüttung ist nichts Näheres bekannt. Auf einer Kopie der Originalkarte von 1796 ist statt einer Dolmensignatur ein Kreis eingezeichnet, was vielleicht auf eine runde Hügelschüttung hindeutet.